# Смиља Марјановић Душанић
Смиља Марјановић-Душанић (Београд, 29. март 1963) српска је историчарка. Бави се изучавањем средњег века и ради као професор на Филозофском факултету у Београду.

## Биографија
Смиља Марјановић-Душанић рођена је 29. март 1963. године у Београд, СР Србија, ФНРЈ. Докторирала је 1996. године радом Владарска идеологија Немањића: дипломатичка студија, а следеће 1997. године почела да ради као доцент на одељењу за историју на Филозофском факултету у Београду.

## Важнији радови
- Марјановић-Душанић, Смиља (1989). „Владар као ратник: Прилог изучавању немањићке идеологије”. Зборник Филозофског факултета: Серија А: Историјске науке. Београд. 16: 125—146.
- Марјановић-Душанић, Смиља (1991). „Немањин напрсни крст: Из наше старе инсигнологије”. Зборник Филозофског факултета: Серија А: Историјске науке. Београд. 17: 203—215.
- Марјановић-Душанић, Смиља (1994). Владарске инсигније и државна симболика у Србији од XIII до XV века. Београд: САНУ.
- Марјановић-Душанић, Смиља (1994). „Мотив Лозе Јесејеве у доба Уроша I”. Зборник Филозофског факултета: Серија А: Историјске науке. Београд. 18: 119—126.
- Марјановић-Душанић, Смиља (1994). „Запис старца Симеона на Вукановом јеванђељу”. Старинар. 43-44 (1992-1993): 201—210.
- Марјановић-Душанић, Смиља (1997). Владарска идеологија Немањића: Дипломатичка студија. Београд: Српска књижевна задруга.
- Marjanović-Dušanić, Smilja (1999). „The rulers' insignia in the structural evolution of medieval Serbia”. Majestas. 7: 55—74.
- Марјановић-Душанић, Смиља (2000). „Владарски знаци Стефана Немање”. Стефан Немања - Свети Симеон Мироточиви: Историја и предање. Београд: САНУ. стр. 77—87.
- Марјановић-Душанић, Смиља (2000). „Хиландар као нови Сион Немањиног отачаства”. Осам векова Хиландара: Историја, духовни живот, књижевност, уметност и архитектура. Београд: САНУ. стр. 17—24.
- Марјановић-Душанић, Смиља (2001). „Елементи царског програма у Душановој повељи уз Законик”. Прилози за књижевност, језик, историју и фолклор. 65-66 (1999-2000): 3—20.
- Марјановић-Душанић, Смиља (2002). „Rex imago Dei: О српској преради Агапитовог владарског огледала”. Трећа југословенска конференција византолога. Београд: Византолошки институт. стр. 135—148.
- Марјановић-Душанић, Смиља (2002). „Повеља краља Милутина опатији Св. Марије Ратачке: 1306, март 15.”. Стари српски архив. 1: 13—29.
- Марјановић-Душанић, Смиља (2003). „Хрисовуља краља Душана о даровању манастира Св. Николе Мрачког у Орехову манастиру Хиландару (1339. године)”. Стари српски архив. 2: 55—68.
- Марјановић-Душанић, Смиља (2004). „Молитве светих Симеона и Саве у владарском програму краља Милутина”. Зборник радова Византолошког института. 41: 235—250.
- Марјановић-Душанић, Смиља (2005). „Повеља краља Стефана Душана о поклањању цркве Светог Николе у Врању манастиру Хиландару: 1343-1345”. Стари српски архив. 4: 69—85. Архивирано из оригинала 04. 01. 2022. г. Приступљено 04. 01. 2022.
- Марјановић-Душанић, Смиља (2006). „Историјско-политички контекст сцене миропомазања у ђаконикону цркве Успења Богородице у манастиру Морачи” (PDF). Манастир Морача. Београд: Балканолошки институт. стр. 45—54.
- Marjanović-Dušanić, Smilja (2006). „Lʹ idéologie monarchique dans les chartes de la dynastie serbe des Némanides (1168-1371): Étude diplomatique”. Archiv für Diplomatik: Schriftgeschichte, Siegel- und Wappenkunde. 52: 149—158.
- Марјановић-Душанић, Смиља (2007). Свети краљ: Култ Стефана Дечанског. Београд: Балканолошки институт.
- Марјановић-Душанић, Смиља (2015). „Повеље за лимски манастир Св. Апостола и српски владар као ретник апостолима”. Περίβολος: Зборник у част Мирјане Живојиновић. 1. Београд: Византолошки институт. стр. 167—176.
- Марјановић-Душанић, Смиља (2015). „Нови Константин у српској писаној традицији средњег века”. Константин Велики у византијској и српској традицији. Београд: Завод за уџбенике. стр. 81—98.
- Марјановић-Душанић, Смиља (2015). „Харизма и ауторитет: Скица за хагиографски портрет Светог Саве”. Зборник радова Византолошког института. 52: 278—289.
- Марјановић-Душанић, Смиља; Војводић, Драган (2016). „Образац царства - идеја и слика власти у Србији (1299-1371)”. Сакрална уметност српских земаља у средњем веку. Београд: Српски комитет за византологију. стр. 299—315.
- Marjanović-Dušanić, Smilja; Vojvodić, Dragan (2016). „The model of Empire - the idea and image of authority in Serbia (1299-1371)”. Sacral art of the Serbian lands in the Middle Ages. Belgrade: Serbian National Committee of Byzantine Studies. стр. 299—315.
- Марјановић-Душанић, Смиља (2016). „Свод српских светих у доба краља Милутина: Династички култови”. Манастир Студеница: 700 година Краљеве Цркве. Београд: САНУ. стр. 35—59.
- Марјановић-Душанић, Смиља (2016). „Радионице молитве”. Свет српске рукописне књиге (XII-XVII век). Београд: САНУ. стр. 9—17.
- Марјановић-Душанић, Смиља (2016). „Добропобедно тело родоначелника”. Стефан Немања - преподобни Симеон Мироточиви: Зборник радова. 2. Београд: Институт за историју уметности. стр. 659—665.
- Марјановић-Душанић, Смиља (2017). Свето и пропадљиво: Тело у српској хагиографској књижевности. Београд: Балканолошки институт.
- Marjanović-Dušanić, Smilja (2017). L'écriture et la sainteté dans la Serbie médiévale: Études d'hagiographie. Turnhout: Brepols.
- Марјановић-Душанић, Смиља (2019). „Српски успон на краљевство: Тумачења и значења обреда крунисања”. Краљевство и архиепископија у српским и поморским земљама Немањића. Београд: САНУ. стр. 147—188.